# 中国製冷凍餃子中毒事件
中国製冷凍餃子中毒事件（ちゅうごくせいれいとうぎょうざちゅうどくじけん）とは、2007年12月下旬から2008年1月にかけて、中華人民共和国の河北省食品輸出入集団天洋食品工場（以下「天洋食品」）が製造し、日本たばこ産業 (JT) の子会社であるジェイティフーズが輸入、日本生活協同組合連合会が販売した冷凍餃子を食べた、千葉県と兵庫県在住の10人が健康被害を受けた事件。
原因は、冷凍餃子に有機リン系殺虫剤のメタミドホスが含まれていたことであったが、毒物混入が中国での製造段階か、日本への輸入後に行われたかをめぐって日中両国の見解が対立し、外交問題にまで発展した。2010年に同社の中国人元従業員が、同社内で冷凍餃子にメタミドホスを混入させたとして中国当局に逮捕され、2014年に無期懲役の判決を受けた。この事件は日本国内で大きな社会問題となり、中国産食品の安全性が問われることとなった。
さらに、この事件は日本の冷凍食品市場にも多大な打撃を与え、JT傘下のジェイティフーズと加ト吉（現：テーブルマーク）および日清食品の3社の冷凍食品事業統合計画が、この事件の影響で白紙撤回されるに至った（後述）。
また事件後も長期間にわたり、日本の消費者に冷凍食品への不信感をもたらし、業界は不安払拭のため、冷凍食品の安全性を訴え続ける必要にかられることとなった。

## 事件の経過

### 2008年
2008年1月30日、天洋食品が製造しジェイティフーズが輸入、日本生活協同組合連合会が販売した冷凍餃子を食べた、千葉県千葉市・市川市、兵庫県高砂市の3家族計10人が、下痢や嘔吐などの中毒症状を訴え、このうち、市川市の女児が一時意識不明の重体となったことが判明した。
千葉県警察と兵庫県警察が餃子を鑑定したところ、有機リン系殺虫剤のメタミドホスが検出されたため、ジェイティフーズは同社製造の23品目、約58万点の自主回収を行うと発表、日本たばこ産業とジェイティフーズ、日本生活協同組合連合会が謝罪した。
事件発生翌日の1月31日には、本件について首相官邸で緊急関係閣僚会議を開催。厚生労働省は、製造元の河北省食品輸出入集団天洋食品工場の製品を輸入販売していた、ジェイティフーズを含む19社の会社名および対象商品88品目を公表し、各都道府県に調査を指示した。ジェイティフーズ、日本生活協同組合連合会のほか、日本食研、日本ハム、マルハの3社も、同工場から輸入した食材を使った商品の自主回収を決定、各地で対象商品が撤去された。
その後の詳細な鑑定の結果、市川市の家族が食べて吐き出した餃子の皮から3580ppm（3.58 mg/g）、具から3160ppm（3.16 mg/g）のメタミドホスが検出された。これは検疫基準を大幅に上回り、数個食べただけで死亡する致死量であった。
内閣府の食品安全委員会農薬専門調査会によると、人が一度に摂取すると健康被害を及ぼすメタミドホスの量は0.003 mg/kg 体重/日、一生毎日摂取し続けても健康に影響のない量（一日摂取許容量）は0.0006 mg/kg 体重/日である。
メタミドホスは、日本では農薬として登録されたことがなく、中国では2007年1月から販売と使用が全面禁止されていたが、中国国内では管理が十分でないため中毒による死者も出ていた。
2月5日、日本生活協同組合連合会（以下「生協連」）は、福島県喜多方市で販売していた「CO・OP手作り餃子」（2007年6月製）から高濃度のジクロルボスを検出したと発表した。同日、生協連は中国の調査団によるサンプル要請を受けて、同じ製造日の冷凍餃子8袋を未検査のまま中国側に提供していたことが後に明らかになり、証拠隠滅につながりかねないとして問題視された。
2月8日には、生協連が福島県で回収した餃子からトルエン・キシレン・ベンゼンが検出された。
また2月20日には、宮城県仙台市のみやぎ生協から回収した餃子から、ジクロルボス・パラチオン・パラチオンメチルの計3種類の有機リン化合物が検出された。パラチオンとパラチオンメチルは、日本では毒性が強いため1971年に使用が禁止され、中国でも2007年に使用が禁止されたが、それ以前は一般的な農薬であった。
これらの殺虫剤が餃子の包装の外側にも付着しており、一部の袋には穴が開いていたことから、毒物混入の経緯が問題となった。
2月21日、警察庁の吉村博人長官は定例記者会見で、
1. 密封された袋の内側からも検出されており[25]、袋の外側から薬物が浸透する可能性がない[26]
2. 薬物が日本で使用されているものと違って不純物が多く含まれていた[27]
3. 千葉、兵庫両県で中毒を起こした餃子は中国を出荷後、流通ルートに接点がない[28]

などを根拠に「日本国内で混入した可能性は低いと考えている」と発表、警察庁としての公式見解を初めて示した。
2月22日、警察庁は中華人民共和国公安部との情報交換会議で、捜査・鑑定の結果を提供したが、中国公安部側は「混入の可能性は日中双方にある」と応じた。
2月28日、中国公安部刑事偵査局の余新民副局長が「中国で混入した可能性は低い」と述べ、日本国内での毒混入を示唆するとともに「日本は鑑定結果を提供しない」と発言した。同日、吉村警察庁長官は余副局長の会見内容に対し、鑑定結果や証拠写真は提供済みだとして「看過できない」「不可解」と厳しく反論した。
また、2月28日の会見で余副局長は、実験の結果、メタミドホスが袋の外側から内側へと浸透したと発表したが、後にこの実験に使われた袋の一部に穴が空いていたことが明らかにされた。
福田康夫首相は、このような中国の姿勢を「非常に前向き」と評し、保守派を中心に日本国内の反感を招いた。
こうして日中の主張は平行線となり、警察当局も捜査を一旦終了し、事件はこのまま真相が解明されないまま迷宮入りするかと思われた。
中国当局は、詳細が判明するまで新華社及び政府発表以外、報道を控えるよう通達を出していたため、人民日報が手短に伝えた程度であった。
しかし2月11日、徳島県で冷凍餃子の包装の外側から、微量の有機リン系殺虫剤ジクロルボスが検出され、販売店が防虫作業のため、店内でジクロルボスを含む薬剤を使用した可能性があったことを発表すると、中国国内にて報道が急増、「日本人は毒餃子が中国と無関係と認めた」とプロパガンダを開始し、2月15日には天洋食品が工場内部を公開するとともに、工場長が「我々は最大の被害者」と述べるなど、後に判明した事実とは異なる表現で報じられるようになった。
また同年2月、共同通信社の記者が中国国内でメタミドホスを購入・所持し、中国の国内法に抵触したため一時拘束された。
その結果、中国のウェブサイトでは「日本人は虚弱体質」「日本人が毒物を混入した」といったの書き込みが増えることとなった。これに対し、TBSテレビは3月5日放送のテレビ番組『2時っチャオ!』で、これまでの経緯をまとめて報じた上で、中国側のそうした姿勢を、中国語で「すり替え」を意味する「頂替」であるとして批判した。
また、このような中国当局の対応により、中国の一部の消費者が「天洋食品の餃子は問題ない」と認識することになり、後の中国国内での中毒事件に繋がる結果となった。
なお、この事件をきっかけに中国で日本米の輸入がストップされ、輸出関係者から「政治的圧力がかかっているのではないか」と指摘された。
3月5日、冷凍餃子最大手の味の素が、天洋食品からの原料購入停止と、中国工場の安全管理強化を発表した。
8月6日、中毒事件発覚後に中国国内で回収された天洋食品製の餃子が流通し、その餃子を食べた中国人が中毒症状を起こしていたことが報じられた。この中国における事例は6月中旬に発生した
。読売新聞や産経新聞は、7月初めの時点で既に日本国内の関係者にはこの情報が伝えられていたとも報道した。
中国でも中毒事件が起きたことにより、中国政府側は日本側の主張通りである可能性が大きくなったと在中華人民共和国日本国大使館を経由して日本国政府に7月頃に伝えていたが、福田康夫首相および高村正彦外務大臣は、この事実を中国側の要請により即公表しなかったことが後に明らかになった。その後、余副局長は更迭され、また、中国の質検総局の局長が自殺したと報道されている。
北京五輪終了後、胡錦濤主席は公安当局に対し、本格的に捜査に着手するよう指示した。産経新聞は、胡主席が訪日した際、日本人の本件に対する関心の高さに驚いたためだと報じている。なおこの事件は、読売新聞の「2008年読者が選ぶ10大ニュース（日本編）」、三菱総研が調査した「2008年最も恐いと感じたニュース」で、それぞれ1位にランクインした。
また産経新聞は、日本のマスコミ情報は報道規制の強い中国にも徐々に浸透し、日本のマスコミの方が情報量も多く信憑性が高いと思う中国の国民や知識人が増えていると報じた。
8月28日、中国公安部から在中国日本国大使館に対し、この事件について現在捜査中であるという報告があった。またこの頃には、中国政府が工場関係者が毒物を混入したことを認めたという報道が一部であったが、日本政府は中国政府から情報提供は受けていないと発表した。
なお、中国の国家品質監督検査検疫総局副局長は、事件発生当初の記者会見で、2008年1月1日よりメタミドホスの生産、販売、使用、所持、輸送するのは重大な違法行為であると説明した。しかし、実際には中国でのメタミドホスの販売は2008年以降も続いており、農家の倉庫には使用中の瓶があり、メタミドホスを5トン積んだトラックが高速道路で横転して周囲に有毒ガスを巻き散らした事故も発生していた。そうした事実は現地レポートやインターネットの情報などにより知られることとなり、国家品質監督検査検疫総局副局長の説明は虚偽であることが判明した。

### 2009年
2009年1月17日、中国当局が容疑者とみられる天洋食品の元従業員を、事情聴取のため数ヶ月にわたり拘束した。しかし1月19日、中国当局は警察庁に対し「事件の進展はない」と回答している。
1月24日には、昨2008年に河北省人民委員会議が、天洋食品を救済するため、回収後の餃子の大量横流しを中国鉄鋼メーカーの河北鋼鉄集団に指示し、中国国内でそれを食べた人が中毒を起こしていたことが分かった。これは新華社の英語版でも報道され、中国当局が初めて中国国内での事件を報じることとなった。
しかし3月6日には、日本メディアの質問に対し、回収餃子を横流ししたとされる河北鋼鉄集団の王義芳社長は「この事実はあなた方が作り出したものです」と答え、横流しを含む中国国内での事実関係を全面否定し、再度争う構えを見せた。
2009年秋には、政権交代後、民主党の岡田克也外相が、中国側に捜査状況に関する「中間報告」を求めた。しかし、10月10日に行われた岡田外相と王家瑞対外連絡部長による会談で、王対外連絡部長は日本政府に対し「刑事事件だ。解決は難しい」と否定的見解を伝えた。

### 2010年
2010年3月16日、中国当局は、餃子に毒物を混入させた容疑で、天洋食品の元従業員（臨時工員、当時36歳）を逮捕した。
日本政府には3月26日夜に通報された。動機は給料や待遇に対する不満、同僚とのトラブルで、個人的な鬱憤を晴らすためだった。
これにより一時は迷宮入りするかと思われた事件は、発生から2年を経て、やっと解決に向かうこととなった。一方で朝日新聞は、中国国内では、政府による新たな報道規制の通達がされており、日本での報道とは内容に温度差があると指摘した。

### 2014年
2014年1月20日、天洋食品の元従業員に対し、無期懲役の判決が言い渡された。時事通信は、重刑が課せられた背景には日本世論への配慮もあったと分析している。元従業員は2007年、同社工場の冷凍庫で、冷凍餃子にメタミドホスを注射器で混入させたとして、危険物質混入罪に問われた。
同年4月21日・22日、日中両国の警察当局による情報交換会議で、中国側は事件について警察庁に対し、容疑者による単独犯行であるとの見解を伝え、警察庁は中国の警察当局の捜査を「合理的な内容」と評価し、中国側の捜査に協力する方針を示した。福島県で別の有機リン系殺虫剤ジクロルボスの混入が判明した同社製冷凍餃子については、容疑者の供述した混入時期と製造日に矛盾があり、中国側の説明を受けた警察庁は、当事件との関連はないと判断した。
同年12月19日、千葉県警察と兵庫県警察は、天洋食品の元従業員を殺人未遂罪で書類送検した。これをもって日本での捜査も終結した。

## 天洋食品への影響
天洋食品は、事件が発覚した2008年、従業員をすべて解雇し操業を停止した。
その後、2013年頃に工場が取り壊された。

## 日本企業への影響
事件発覚翌日の2008年1月31日から、JTグループは各分野の宣伝活動（広告およびテレビ番組の提供クレジット）を自粛することとした。なお、JTグループが消費者の事故や会社の不祥事などで広告を自粛するのは、1985年4月1日の民営化以来初めてであり、前身会社の日本専売公社の時代も含めても広告活動を自粛するのは史上初のこととなった。テレビCMに関しては、公共広告機構（現在：ACジャパン）の啓発CM、若しくは地上デジタル放送推進のCM、taspo導入開始告知CMなどに差し替える、あるいは当事件のお詫びCMを放送する措置を取った。同年3月に広告の自粛は解除したが、キャッチコピー（「ディライト」及び事件発生時点の「The Delight Factory」）は使用中止された。
また2008年2月5日、日本たばこ産業、加ト吉、日清食品の3社は、2008年4月に予定していた冷凍食品事業の経営統合を白紙撤回することで合意し、翌2月6日に、日清食品と日本たばこ産業がそれぞれ記者会見を行い正式に表明した。この措置は、今般の中国産冷凍餃子毒劇物混入事件の影響により、予定通りに経営統合を行うことが難しいと判断してのものである。
2008年7月に子会社は売却され、加ト吉（現：テーブルマーク）の子会社となる。飲料販売はジェイティ飲料（2代目）を新設して移管したが、2015年9月をもってジェイテイ飲料は解散、JTは飲料事業から撤退した。